# Festival Sacro-Ritual de Riogordo
El Festival Sacro-Ritual es un festival celebrado en Riogordo, en la provincia de Málaga, España.
Se trata de un festival que pretende mantener y promocionar la tradición de la antigua liturgia escénica, en el que se mezclan el teatro, la música y la danza con exposiciones y actividades didácticas. Aunque el festival está centrado en la música sacra, en algunas ediciones se han podido oír desde batucadas brasileñas hasta rock.
El festival se celebra a finales de marzo, desde 1998.